# IVL A.22 Hansa
Die IVL A.22 Hansa war die finnische Lizenzfertigung der deutschen Hansa-Brandenburg W.33, eines Seeaufklärungswasserflugzeugs.

## Geschichte und Konstruktion
Die Hansa-Brandenburg L.33 ein zweisitziger Eindecker mit offenem Cockpit, wurde 1916 von Ernst Heinkel entwickelt und ab 1918 von den deutschen Marinefliegern eingesetzt. 26 Exemplare wurden gebaut, jedoch nur sechs vor Kriegsende eingesetzt. Spürbar besser als die Friedrichshafen FF 33, erwies es sich als ein ausgezeichnetes Flugzeug. Die Hansa-Brandenburg-Eindecker beeinflussten erheblich die deutsche Wasserflugzeugentwicklung; mehrere ähnliche Maschinen erschienen im Jahr 1918, wie die Friedrichshafen FF 63, die Dornier Cs I, die Junkers J 11 oder die LFG Roland ME 8.
Finnland kaufte eine Reihe L.33 und L.34 aus Deutschland und im Jahr 1921 erwarb es dann auch die Lizenz zur Herstellung der L.33. Die erste in Finnland gebaute Hansa machte ihren Erstflug am 4. November 1922 und hieß A.22. Dieses Flugzeug war das erste industriell gefertigte Flugzeug Finnlands. In den folgenden vier Jahren wurden insgesamt 120 Flugzeuge hergestellt. Die Maschine konnte statt der Schwimmer auch mit Skiern ausgerüstet werden. Das Flugzeug war so zuverlässig, dass die letzten Exemplare bis 1936 im Einsatz blieben.

## Varianten
- Hansa-Brandenburg W.33 – deutsche Originalfertigung, 26 gebaut
- IVL A.22 Hansa – finnische Lizenzfertigung, 120 gebaut

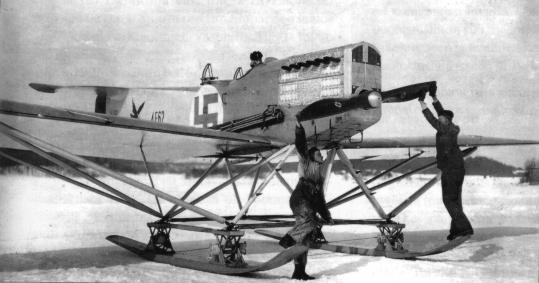
Die Hansa auf Skiern

## Militärische Nutzung
- Finnland
- Lettland: 2 Exemplare

## Technische Daten
| Kenngröße             | Daten                                            |
| --------------------- | ------------------------------------------------ |
| Besatzung             | 2                                                |
| Länge                 | 11,10 m                                          |
| Spannweite            | 15,85 m                                          |
| Höhe                  | 3,35 m                                           |
| Flügelfläche          | ? m²                                             |
| Leermasse             | 1400 kg                                          |
| max. Startmasse       | 2124 kg                                          |
| Reisegeschwindigkeit  | 154 km/h                                         |
| Höchstgeschwindigkeit | 160 km/h                                         |
| Dienstgipfelhöhe      | ? m                                              |
| Reichweite            | ? km                                             |
| Triebwerk             | 1 × Kolbenmotor Fiat A.12bis mit 224 kW (305 PS) |